# Himantura randalli
Himantura randalli  (лат.) — малоизученный вид рода хвостоколов-гимантур из семейства хвостоко́ловых отряда хвостоколообразных надотряда скатов. Они обитают в тропических водах западной части Индийского океана. Встречаются на глубине до 40 м. Максимальная зарегистрированная ширина диска 41,2 см. Грудные плавники этих скатов срастаются с головой, образуя ромбовидный диск. Рыло немного вытянутое и заострённое. Хвост длиннее диска. Кожные кили на хвостовом стебле отсутствуют. Окраска дорсальной поверхности диска серо-коричневого цвета.

## Таксономия и филогенез
Впервые новый вид был научно описан в 2012 году. Он назван в честь Э.Рэндалла, сотрудника музея Бишопа, Гонолулу, за его вклад в таксономию рыб Индо-Тихоокеанской области. Голотип представляет собой взрослого самца с диском шириной 41,2 см, обнаруженного на рыбном рынке в Кувейте и, предположительно, пойманного у берегов Кувейта в Персидском заливе. Паратипы: самки с диском шириной 15,1 и 24,5 см, пойманные в водах Кувейта на глубине 8—10 м; неполовозрелый самец с диском шириной 32,5 см, обнаруженный на рыбном рынке Бахрейна, самка с диском шириной 25,1 см, полученная на рыбном рынке Кувейте и пойманная, вероятно, в Персидском заливе на глубине не более 40 м, и самка с диском шириной 41,4 см, пойманная в Персидском заливе.

## Ареал и места обитания
Himantura randalli являются эндемиками вод Персидского залива. Они обитают у берегов Бахрейна, Кувейта, Катара и, возможно, Ирана.

## Описание
Грудные плавники этих скатов срастаются с головой, образуя ромбовидный диск. Треугольное рыло удлинено, оно формирует угол 113—119 °, его заострённый кончик выступает за края диска. Края грудных плавников сходятся под углом 96—98 °. Позади глаз расположены овальные брызгальца. На вентральной поверхности диска имеются 5 пар жаберных щелей, рот и ноздри. Рот довольно широкий, его ширина составляет 0,9—1,2 расстояния между ноздрями. Дистанция между пятыми парами жаберных щелей равна 1,5—1,7, а между первыми жаберными парами 2,5—2,6 расстояния между ноздрями. Ширина основания брюшных плавников составляет 13—17 % ширины диска. Между ноздрями пролегает лоскут кожи с бахромчатым нижним краем. У молодых особей хвостовой стебель позади шипа имеет полукруглое сечение с глубокой продольной вентральной бороздой и выступающими латеральным гребнем. У взрослых скатов хвост слегка приплюснут. Мелкие притуплённые зубы выстроены в шахматном порядке и образуют плоскую поверхность. На дорсальной поверхности в центральной части хвостового стебля расположен тонкий шип, соединённый протоками с ядовитой железой. Дорсальная поверхность диска покрыта крошечными сердцевидными чешуйками, которые располагаются широкой полосой от области между глазами до хвоста. Окраска дорсальной поверхности диска ровного серо-коричневого цвета. Края диска бывают несколько бледнее основного фона. Вентральная поверхность диска беловатая. У молодых и новорожденных скатов хвост тёмный с белыми седловидными отметинами. Дистальная часть практически чёрная. Количество лучей грудных плавников составляет —124—129. Количество позвонков 108—111. Максимальная зарегистрированная ширина диска 41,2 см.

## Взаимодействие с человеком
Международный союз охраны природы еще не оценил статус сохранности данного вида.